# Jiroftcultuur
De Jiroftcultuur, ook bekend als de Interculturele stijl of de Halilrud-stijl, is een archeologische cultuur uit de vroege bronstijd (3e millennium v.Chr.), gelegen op het grondgebied van de huidige provincies Sistan en Beloetsjistan en Kerman in Iran.
De voorgestelde typesite is Konar Sandal, nabij Jiroft in het Halil-riviergebied. Andere belangrijke sites die met deze cultuur te maken hebben zijn Shahr-e Sukhteh, Tepe Bampur, Espiedej, Shahdad, Tal-i-Iblis en Tepe Yahya.
De groepering van deze vindplaatsen als een "zelfstandige beschaving uit de bronstijd met een eigen architectuur en taal", tussen Elam in het westen en de Indusbeschaving in het oosten, werd voor het eerst voorgesteld door Yusef Majidzadeh, hoofd van het archeologische opgravingsteam in Jiroft. De hypothese is gebaseerd op een verzameling artefacten die formeel zijn opgegraven, en door de Iraanse autoriteiten bij plunderaars teruggevonden artefacten waarvan wordt aangenomen dat ze afkomstig zijn uit het Jiroft-gebied. 

## Ontdekking en opgraving
De eerste opgravingen in Kerman werden rond 1930 uitgevoerd door Aurel Stein. Een van de meest opmerkelijke archeologische opgravingen in de provincie Kerman werd uitgevoerd door een groep onder leiding van professor Joseph Caldwell van het Illinois State Museum in 1966 (Tal-i-Iblis) en Lamberg-Karlovsky van de Harvard-universiteit in 1967 (Tepe Yahya, Sogan Valley, Dolatabad). Veel artefacten die met Jiroft in verband worden gebracht, werden teruggevonden bij plunderaars, omschreven als "berooide dorpelingen", die het gebied ten zuiden van Jiroft hadden uitgekamd vóór 2001, toen een team onder leiding van Yusef Majidzadeh met opgravingen begon. 
De primaire Jiroft-site bestaat uit twee heuvels die een paar kilometer uit elkaar liggen, genaamd Konar Sandal A en B, met een hoogte van respectievelijk 13 en 21 meter.
Bij Konar Sandal B werd een citadel met twee verdiepingen en ramen en een basis van bijna 13,5 hectare gevonden. Het team ontdekte meer dan twee vierkante kilometer aan overblijfselen van een stad die dateert uit ten minste het einde van het 3e millennium v.Chr. De gegevens die Madjidzadeh's team verzamelde tonen aan dat Jiroft's bloeitijd van 2.500 tot 2.200 v.Chr. was.
De geroofde artefacten en enkele door de opgravers gevonden vazen behoorden tot het type aardewerk van de zogenaamde "interculturele stijl", dat bekend is uit Mesopotamië en het Iraanse Plateau, en sinds de jaren zestig ook uit het nabijgelegen Tepe Yahya in Baft. De hypothese van de "Jiroft-beschaving" stelt dat deze "interculturele stijl" in feite de kenmerkende stijl was van een voorheen onbekende, langdurige beschaving. 
Dit wordt niet door iedereen geaccepteerd. Archeoloog Oscar Muscarella van het Metropolitan Museum of Art bekritiseerde dat de opgravers sensationele aankondigingen deden en minder snel wetenschappelijke rapporten publiceerden. Ook vond hij hun beweringen dat de stratigrafie van de vindplaats een continuïteit tot in het 4e millennium laat zien, te optimistisch. Muscarella erkent niettemin het belang van de site.
Volgens Majidzadeh wezen geofysische werkzaamheden door Franse experts uit dat er in de regio ten minste 10 historische en archeologische perioden hebben bestaan, die behoren tot verschillende beschavingen die in verschillende periodes in de geschiedenis in dit gebied hebben geleefd. Volgens deze Franse experts zijn de overblijfselen van deze beschavingen tot wel 11 meter onder de grond te vinden.
"Wat duidelijk is, is dat het bewijs van de Tal-i-Ibliscultuur in Bardsir in alle delen van de regio kan worden getraceerd. De Tal-i-Ibliscultuur, bekend als de Ali Abad-periode (4e millennium v.Chr.), werd onthuld door Joseph R. Caldwell, een Amerikaanse archeoloog," zei Majidzadeh.

## Helmandcultuur
De Helmandcultuur van West-Afghanistan was een cultuur uit de bronstijd, in het 3e millennium v.Chr. Sommige geleerden brengen het in verband met Shahr-e Sukhteh, Mundigak en Bampur.
Door M. Tosi werd de term "Helmand-beschaving" voorgesteld. Deze floreerde tussen 2.500 en 1.900 v.Chr. en viel mogelijk samen met de grote bloei van de Indusbeschaving. Dit was ook de laatste fase van Periode III en IV van Shahr-e Sukhteh, en het laatste deel van Mundigak Periode IV. 
De Jiroftcultuur was dus nauw verwant aan de Helmandcultuur. De Jiroftcultuur bloeide in Oost-Iran en de Helmandcultuur in West-Afghanistan. Het kan zelfs zo zijn dat ze hetzelfde culturele gebied vertegenwoordigen. De Mehrgarh-cultuur is daarentegen veel ouder.

## Schriftsysteem

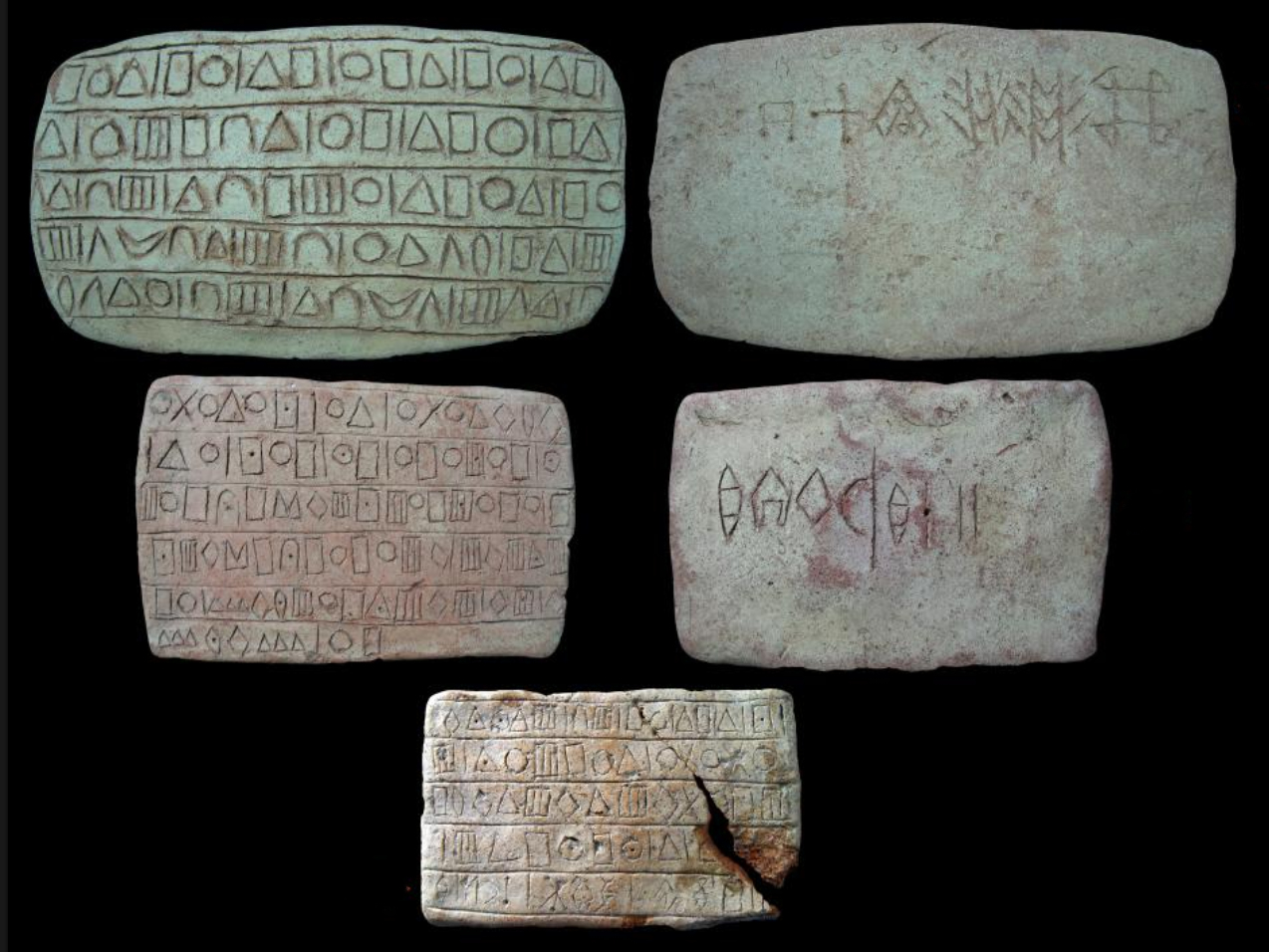
Inscripties uit de Jiroftcultuur.

In een paleis werd een inscriptie ontdekt die was gekerfd in een baksteen waarvan alleen de linkeronderhoek bewaard is gebleven, legde Yusef Majidzadeh, hoofd van het opgravingsteam in Jiroft, uit. "De twee resterende regels zijn voldoende om het Elamitische schrift te herkennen", voegde hij toe. "De enige oude inscripties die experts kenden vóór de ontdekking van Jiroft waren spijkerschrift en hiëroglief," zei Majidzadeh, eraan toevoegend dat "de nieuw gevonden inscriptie is gevormd door geometrische vormen en dat geen enkele taalkundige ter wereld deze tot nu toe heeft kunnen ontcijferen." 
Sommige Iraanse archeologen geloven dat de ontdekte inscriptie het oudste schrift is dat tot nu toe is gevonden, en dat het Elamitische spijkerschrift en het Sumero-Akkadische spijkerschrift hun oorsprong vonden in Jiroft, waar het schrift zich voor het eerst in zijn oorspronkelijke vorm ontwikkelde en zich vervolgens over de Oude Wereld verspreidde. 

## Mogelijke identificaties
Majidzadeh heeft geprobeerd de Jiroft-locaties te identificeren met het land Aratta dat in Sumerische bronnen wordt genoemd. Zijn conclusies werden door een aantal geleerden met scepsis ontvangen. Andere gissingen, bijvoorbeeld van Daniel T. Potts en Piotr Steinkeller, hebben Konar Sandal in verband gebracht met de obscure stadstaat Marhasi, die blijkbaar ten oosten van Elam lag. 

## Afbeeldingen

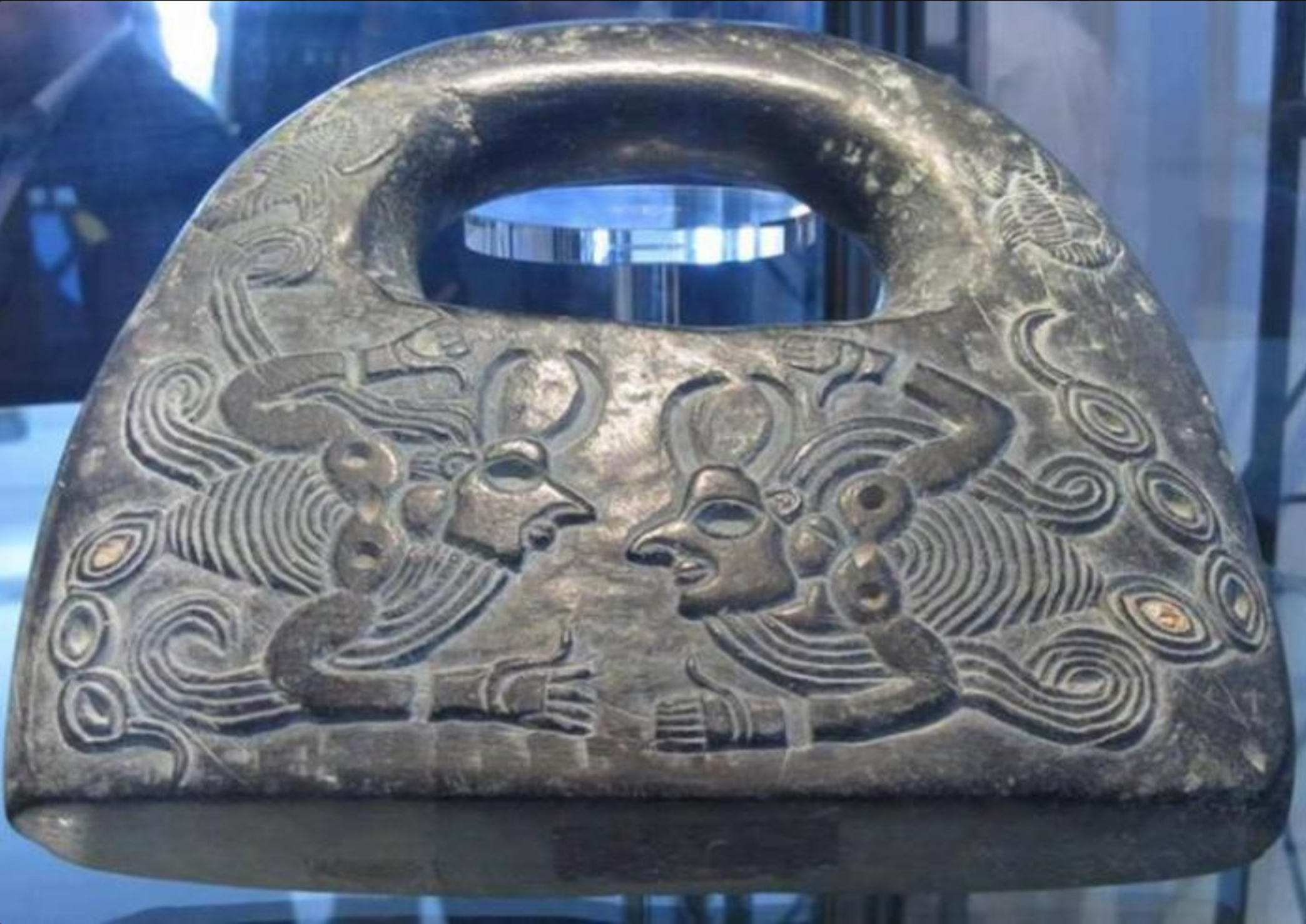
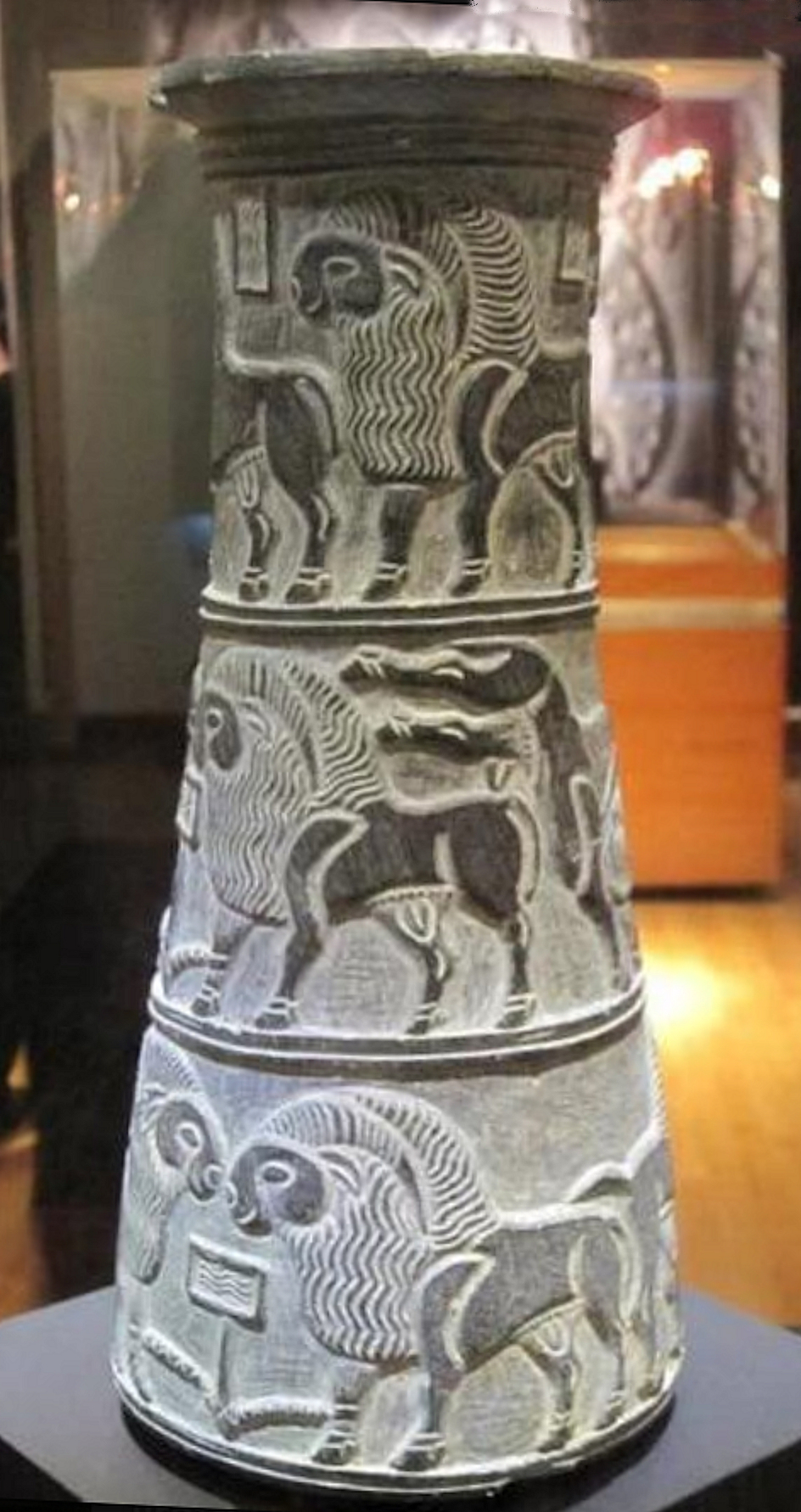
vaas
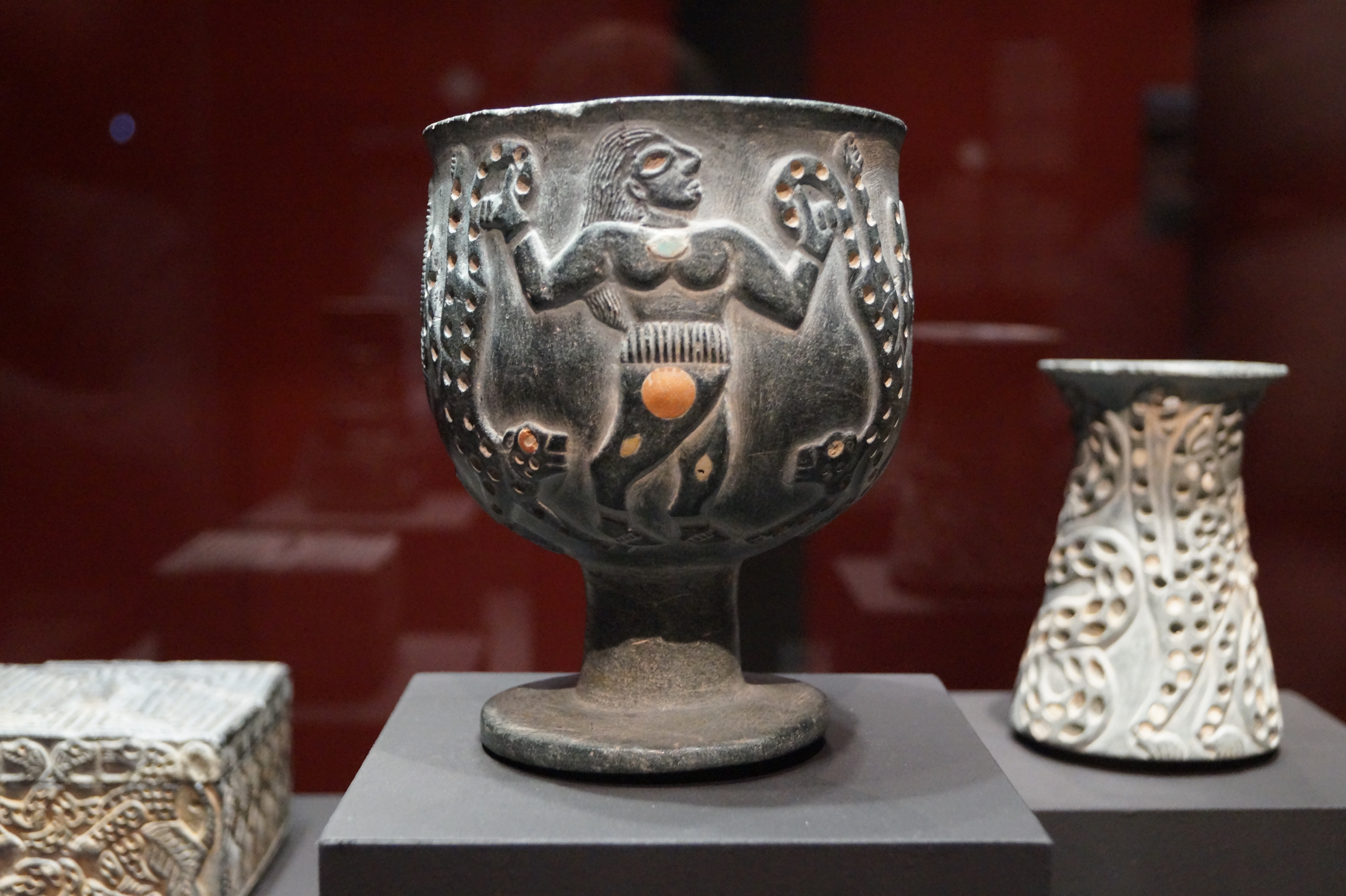
Jiroft-vazen
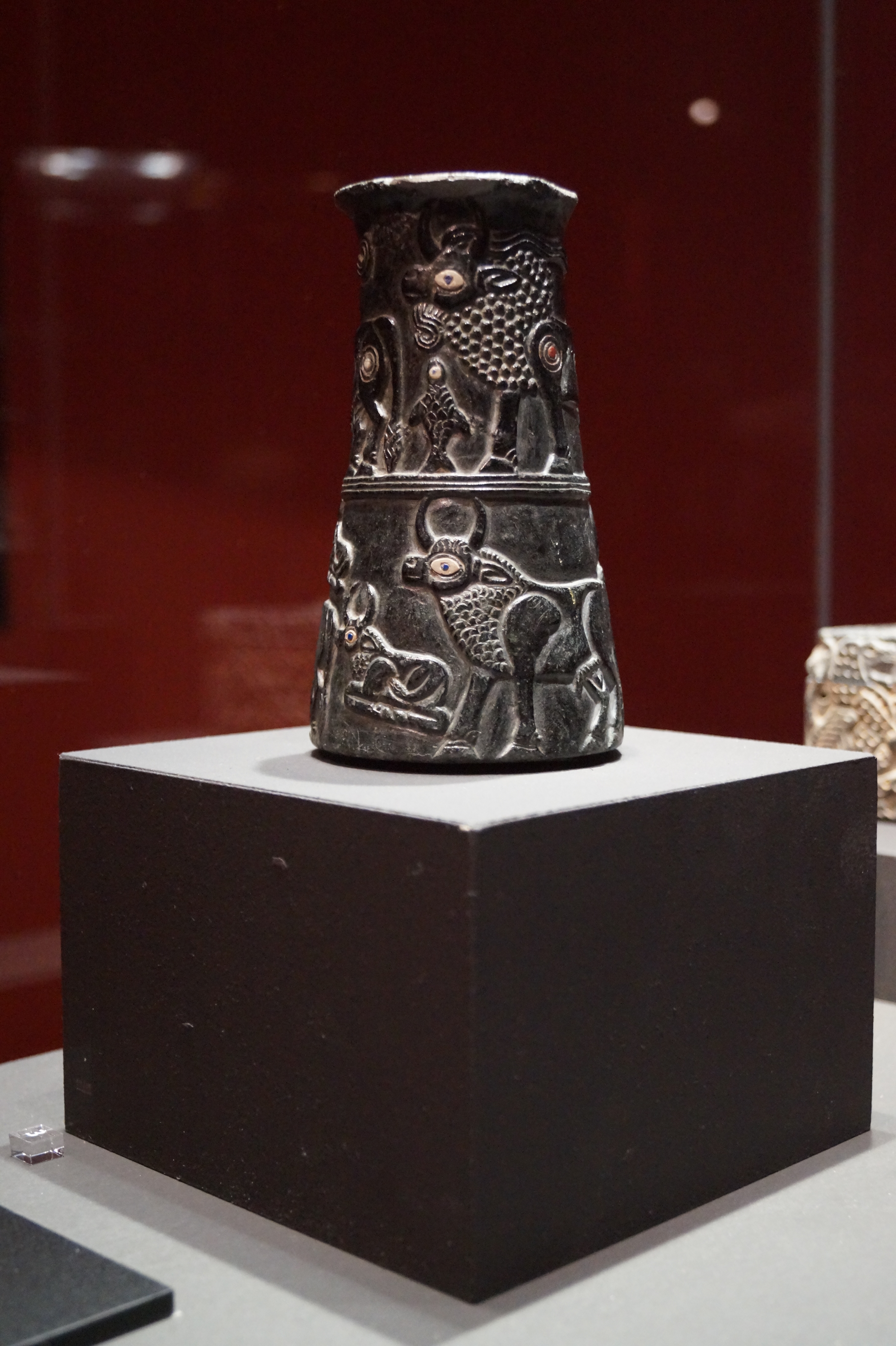
Jiroft-vaas
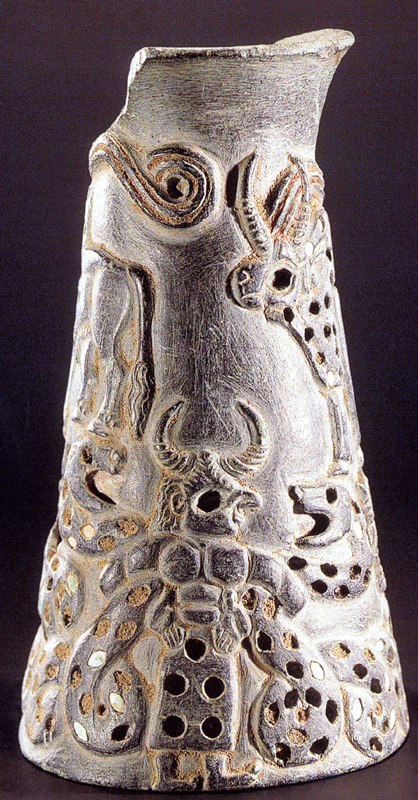
vaas uit de Jiroft-regio. Een "tweehoornige" figuur die worstelt met slangen.
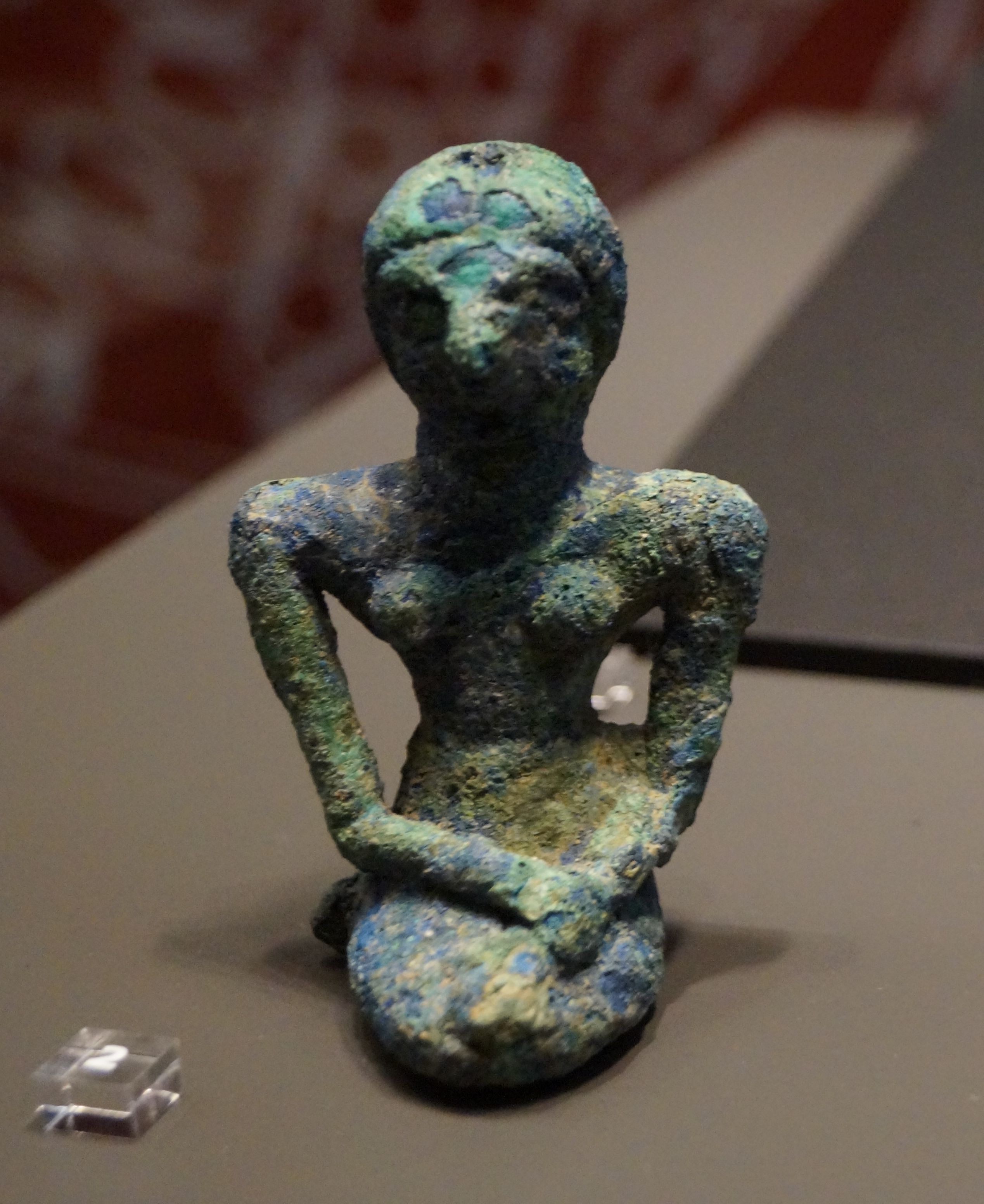
Jiroft-beeldje
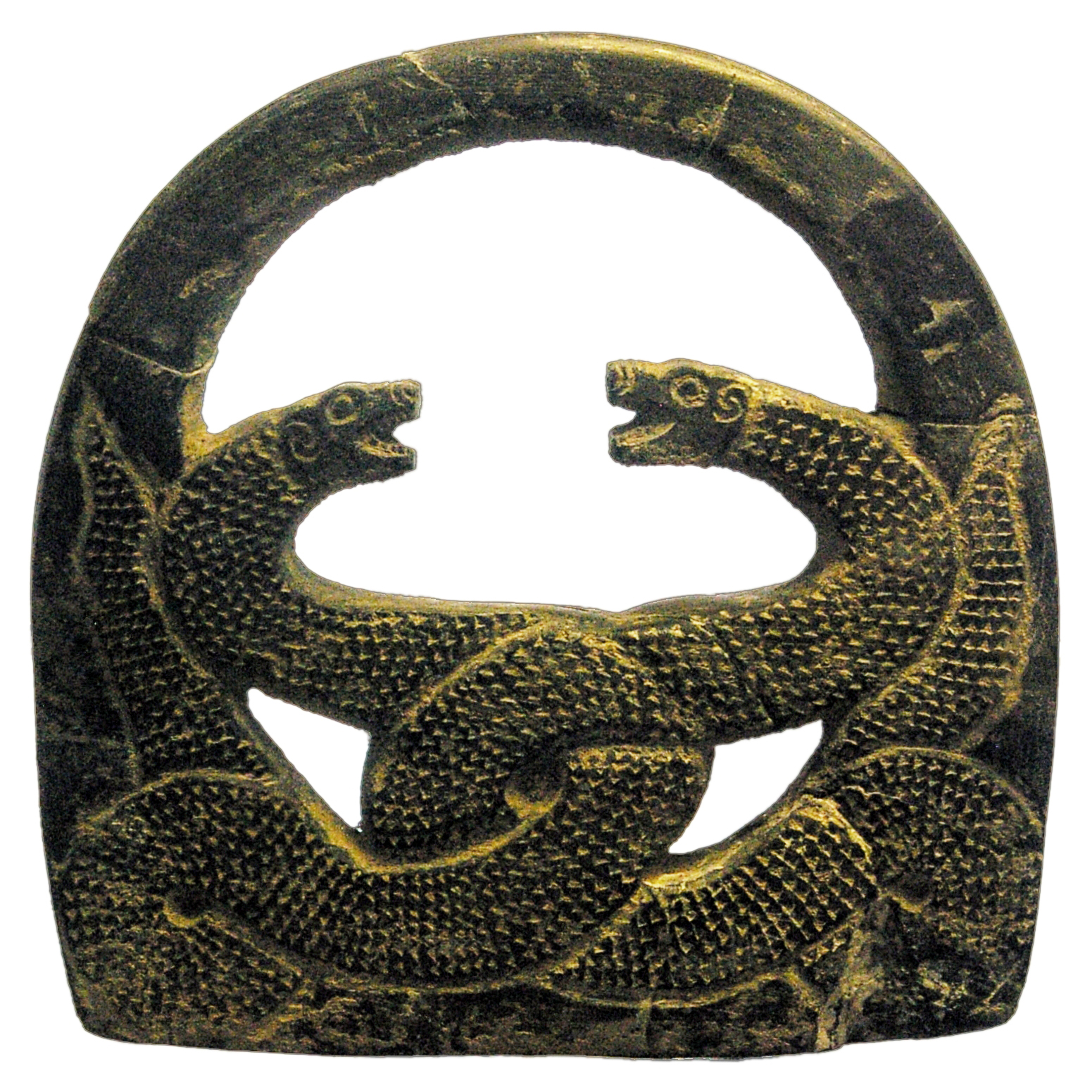
slangen-rotsgewicht
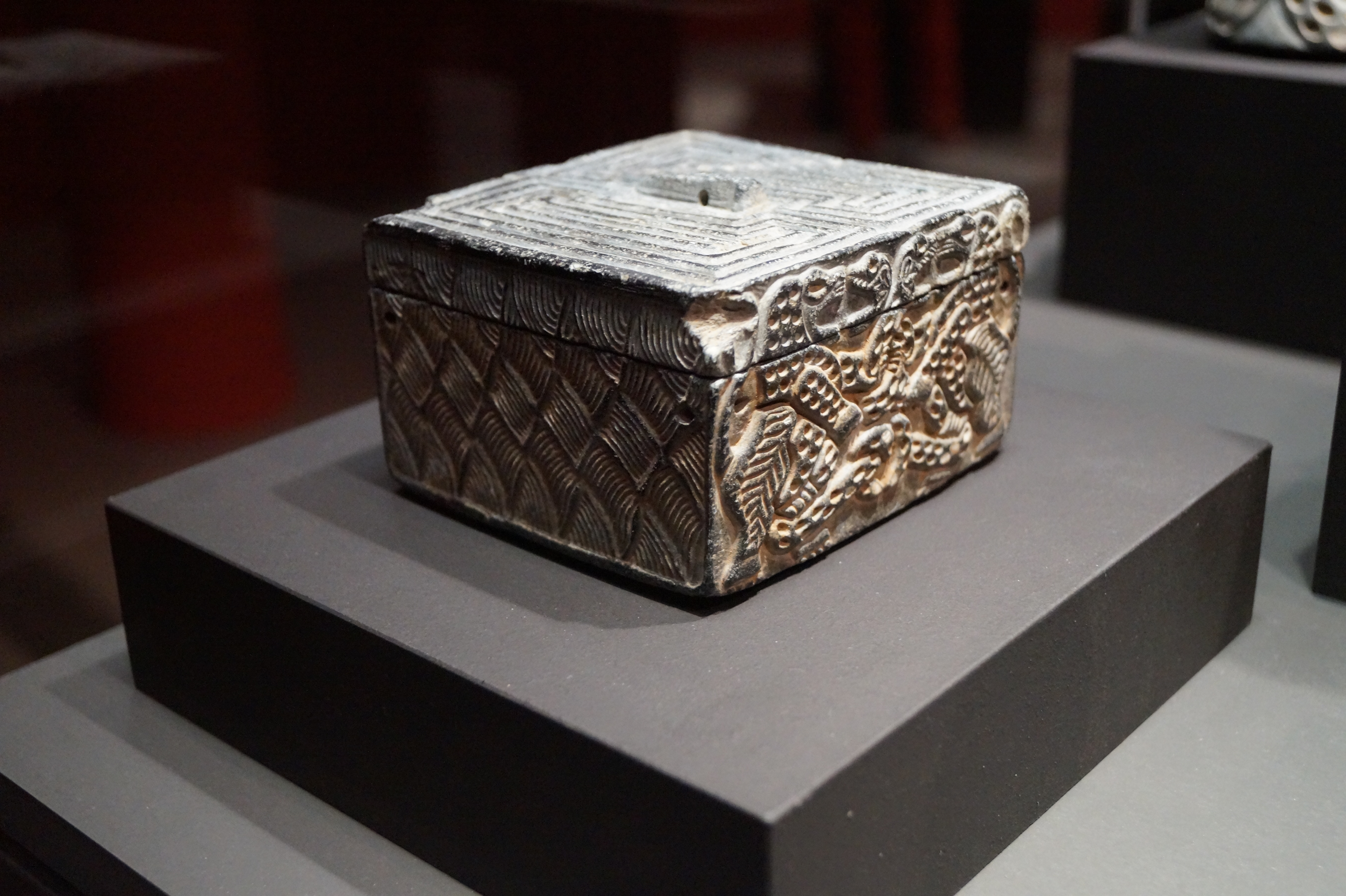
kistje uit chloriet
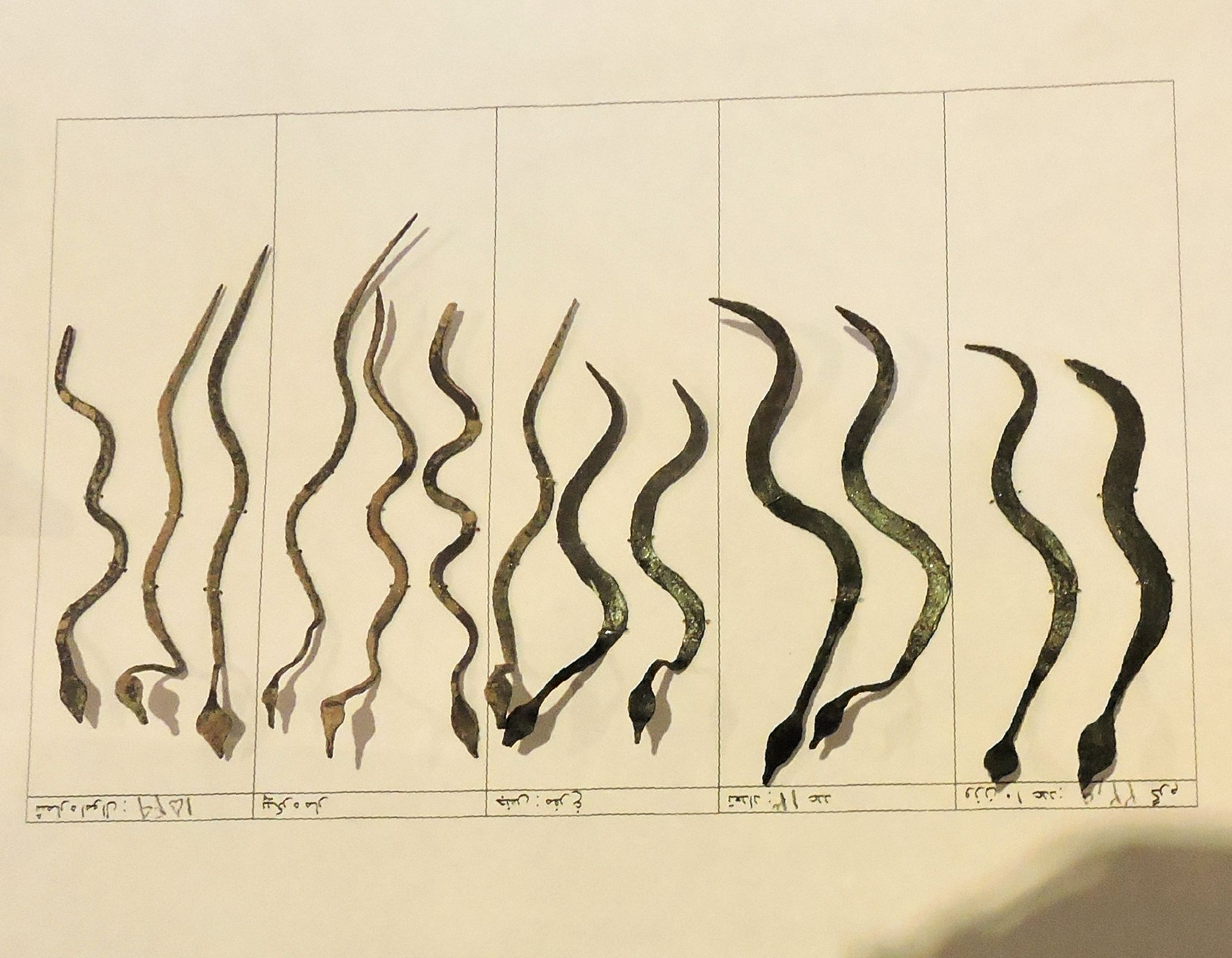
koperen slangen